# 不動院 (岐阜市)
不動院（ふどういん）は岐阜県岐阜市日野西にある不動明王を本尊とする天台宗の寺院。東海白寿三十三観音霊場30番札所。
所在地は東大寺盧舎那仏像の仏師という伝説がある日野金麻呂がその出生地に建てたという寺院跡と伝わる。この寺の名前は伝わっていないが、織田信長による稲葉山城攻めで焼け落ちて廃絶したという。寺域は日野不動洞遺跡に含まれ奈良時代の窯跡や瓦、室町時代の墓などが見いだされており、古代には何らかの寺院があったことが確認できる。昭和9年（1934年）に祥海和尚が霊夢に基づき中興した。昭和30年（1955年）失火により焼失したが再建されて現在に至る。